# 長沙灣臨時家禽批發市場

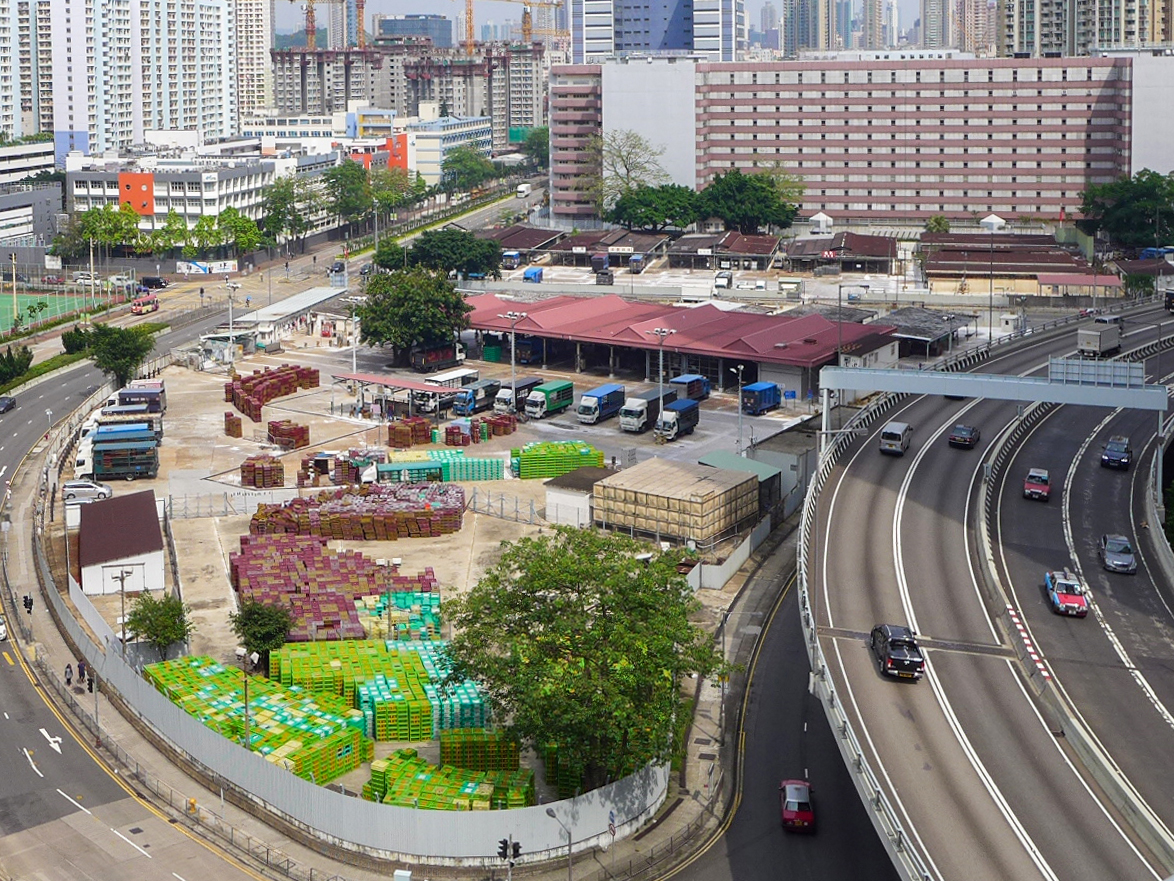
長沙灣臨時家禽批發市場

長沙灣臨時家禽批發市場（英語：Cheung Sha Wan Temporary Poultry Market）是香港唯一一個家禽批發市場，位於九龍長沙灣興華街1號及4號 ，臨近政府物流服務署九龍總部及香港專業教育學院黃克競分校。批發市場由漁農自然護理署管理，佔地2.6公頃。
長沙灣臨時家禽批發市場雖然名義上是「臨時」，可是自1974年11月1日啟用之後，便一直運作了數十年。

## 設施
長沙灣臨時家禽批發市場設有86個舖位，面積19至279平方米。